# Reduto da Barra do Caju
O Reduto da Barra do Caju localizou-se na barra do Caju, na ilha do Caju, no delta do rio Parnaíba, no litoral do atual estado brasileiro do Maranhão.

## História
No contexto da Guerra da independência do Brasil (1822-1823), em 1823, este Reduto foi erguido pelo Governador das Armas da Província do Piauí, o Major João José da Cunha Fidié (1821-1823). Para o seu comando foi designado o Capitão-tenente Francisco de Salema Freire Garção, comandante do brigue de guerra da Marinha portuguesa, "Infante D. Miguel" (COSTA, 1974:346, 348).
Um historiador maranhense assim o refere:
"(...) Fidié (...) tratava de visitar os pontos que careciam de defesa, passar revista aos destacamentos, reconhecer a posição ocupada pelo inimigo e, de acordo com o comandante do brigue [de guerra da Marinha portuguesa, Infante D. Miguel], fazer levantar um reduto barra do Caju, de que foi este [comandante] encarregado."
"Vendo-se sem munições suficientes, requisitou-as do Governo do Maranhão que imediatamente lhe remeteu (...). Para o Reduto [da barra do Caju] foram quatro peças de artilharia de calibre 9, 400 tiros de bala e metralha, 40 armas novas e seis praças de artilharia e um inferior." (VIEIRA DA SILVA. apud: COSTA, 1974:275).
A ilha do Caju é atualmente um paraíso ecológico, com regras rigorosas para a visitação de turistas.